# Сая (приток Барды)
Сая (в верховье Малая Сая) — река в России, протекает по Пермскому краю. Устье реки находится в 97 км по правому берегу реки Барда. Длина реки составляет 20 км. В 3,2 км от устья по левому берегу впадает река Большая Сая.

## Данные водного реестра
По данным государственного водного реестра России относится к Камскому бассейновому округу, водохозяйственный участок реки — Сылва от истока и до устья, речной подбассейн реки — Кама до Куйбышевского водохранилища (без бассейнов рек Белой и Вятки). Речной бассейн реки — Кама.
Код объекта в государственном водном реестре — 10010100812111100012906.